# 小行星2301
小行星2301（2301 Whitford）是一颗围绕太阳公转的小行星。1965年11月20日，印第安纳大学在摩根县发现了此天体。
該小行星以美國天文學家阿爾伯特·惠特福德命名。
这颗小行星的绝对星等为7.462289869252846等。